# Centropogon leucophyllus
Centropogon leucophyllus är en klockväxtart som beskrevs av Henry Allan Gleason. Centropogon leucophyllus ingår i släktet Centropogon och familjen klockväxter. Inga underarter finns listade i Catalogue of Life.